# Lohma (Langenleuba-Niederhain)
Lohma (früher amtlich Lohma a. d. Leina) ist ein Ortsteil von Langenleuba-Niederhain im Landkreis Altenburger Land in Thüringen.

## Lage
Lohma befindet sich südlich des Leinawaldes an der Landesstraße 1357 im fruchtbaren Altenburger Lösshügelland im ländlichen Raum um Altenburg. Langenleuba-Niederhain liegt östlicher.

## Geschichte
Am 31. März 1206 wurde das Dorf erstmals urkundlich erwähnt.
Der Ort gehörte zum wettinischen Amt Altenburg, welches ab dem 16. Jahrhundert aufgrund mehrerer Teilungen im Lauf seines Bestehens unter der Hoheit folgender Ernestinischer Herzogtümer stand: Herzogtum Sachsen (1554 bis 1572), Herzogtum Sachsen-Weimar (1572 bis 1603), Herzogtum Sachsen-Altenburg (1603 bis 1672), Herzogtum Sachsen-Gotha-Altenburg (1672 bis 1826). Bei der Neuordnung der Ernestinischen Herzogtümer im Jahr 1826 kam der Ort wiederum zum Herzogtum Sachsen-Altenburg. Nach der Verwaltungsreform im Herzogtum gehörte er bezüglich der Verwaltung zum Ostkreis (bis 1900) bzw. zum Landratsamt Altenburg (ab 1900). Das Dorf gehörte ab 1918 zum Freistaat Sachsen-Altenburg, der 1920 im Land Thüringen aufging. 1922 kam es zum Landkreis Altenburg.
1923 wurde Lohma mit dem Nachbarort Zschernichen zur Gemeinde Lohma-Zschernichen vereinigt. Diese bildete durch den Zusammenschluss mit Boderitz und Buscha am 1. Juli 1950 die neue Gemeinde Lohma an der Leina. Die Gemeinde Lohma an der Leina wurde am 1. Januar 1973 nach Langenleuba-Niederhain eingemeindet, die Orte Lohma, Zschernichen, Boderitz und Buscha bilden seither einzelne Ortsteile von Langenleuba-Niederhain. Bei der zweiten Kreisreform in der DDR wurden 1952 die bestehenden Länder aufgelöst und die Landkreise neu zugeschnitten. Somit kam der Ort mit dem Kreis Altenburg an den Bezirk Leipzig, der seit 1990 als Landkreis Altenburg zu Thüringen gehörte und 1994 im Landkreis Altenburger Land aufging.
220 Personen wohnen im Ortsteil Lohma. Der Sportverein ist aktiv tätig.

## Sehenswürdigkeiten
Die Dorfkirche Lohma ist ein markantes Gebäude im Ort. Sie wurde im gotischen Stil im 13. Jahrhundert errichtet, besitzt allerdings nicht mehr ihren Dachreiter, der bei einem Blitzschlag am 25. Juni 1940 zerstört wurde.